# Advanced Audio Coding
Advanced Audio Coding (AAC) é um esquema de codificação para compressão com perda de dados de som digital. Projetado para ser o sucessor do formato MP3,
O AAC foi padronizado pela ISO e pela IEC como parte integrante das especificações MPEG-2 e MPEG-4. O padrão MPEG-2 contém vários métodos de codificação de áudio, incluindo o esquema de codificação MP3. O AAC é capaz de incluir 48 canais de áudio com banda completa (até 96 kHz) em um único fluxo de dados, além de 16 canais de efeitos de baixa frequência (LFE, limitados a 120 Hz), até 16 canais de diálogo "casados" e até 16 fluxos de dados. A qualidade estéreo é satisfatória para requisitos modestos a 96 kbit/s em modo joint stereo; entretanto, uma transparência hi-fi demanda taxas de dados de pelo menos 128 kbit/s (VBR). Testes de áudio MPEG-2 mostraram que o AAC atinge os requisitos de "transparência" para taxas de 128 kbit/s em estéreo e 320 kbit/s para áudio 5.1.
AAC é o formato padrão para o iPhone, o iPod e o iTunes da Apple e o PlayStation 3 da Sony, e é suportado pelo PlayStation Portable, pela última geração de walkmans da Sony, telefones da Sony Ericsson, Nokia e Android, o Wii e o DSi da Nintendo, e o padrão MPEG-4 de vídeo.

## Avanços do AAC em relação ao MP3
O Advanced Audio Coding foi concebido para ser o sucessor do MPEG-1 Audio Layer 3, mais conhecido como MP3, que foi especificado pelas ISO/IEC 11172-3 (MPEG-1 Audio) e 13818-3 (MPEG-2 Audio). Testes comparativos mostraram que um arquivo AAC aparenta ter maior qualidade sonora e transparência que um arquivo MP3 codificado à mesma taxa.
Os avanços incluem:
- maiores taxas de amostragem (de 8 a 96 kHz) que o MP3 (de 16 a 48 kHz);
- até 48 canais (no MP3 são 2 canais em MPEG-1 e 5.1 no MPEG-2);
- bitrates arbitrários e tamanho variável de frames;
- banco de filtros mais eficiente e simples (ao invés da codificação híbrida do MP3, o AAC usa um MDCT puro);
- codificação de sinal estacionário mais eficiente (o AAC usa blocos de 1024 ou 960 samples, o MP3 usa de 576);
- codificação de sinal transiente mais precisa (o AAC usa blocos de 128 ou 120 samples, o MP3 usa de 192);
- pode usar a derivada de Kaiser-Bessel para eliminar vazamento de frequências (porém aumentando o tamanho do arquivo);
- melhor manipulação de frequências acima dos 16 kHz;
- joint stereo mais flexível (diferentes métodos podem ser usados em diferentes faixas de frequências);
- pode usar módulos adicionais para aumentar a eficiência da compressão, como noise shaping e backwards prediction.

De uma forma geral, o AAC dá aos programadores maior flexibilidade ao desenvolver codecs que o MP3, e corrige algumas escolhas de design feitas na especificação original do MPEG-1. Este aumento de flexibilidade pode levar ao uso de mais estratégias de codificação, resultando em melhor compressão. Entretanto, em termos de AAC ser melhor que MP3, as vantagens do AAC não são inteiramente decisivas, e a especificação do MP3, embora date de 1993, mostrou-se surpreendentemente robusta, apesar de algumas falhas. O AAC e o HE-AAC são melhores que o MP3 em bitrates mais baixos (tipicamente abaixo dos 128 kbps) — isto é particularmente notável em bitrates muito baixos onde a codificação estéreo superior, o MDCT puro e a maior quantidade de transformações fazem diferença. Entretanto, à medida que o bitrate aumenta, a eficiência do formato de áudio torna-se menos importante em relação à implementação do codificador, e a vantagem intrínseca do AAC em relação ao MP3 deixa de fazer diferença.
Pesa o fato de que os codificadores MP3 tiveram mais tempo para evoluir e, por o formato ter se tornado popular, as implementações dos codificadores MP3 conseguem explorá-lo intensamente. O AAC, embora tecnicamente superior, ainda não teve toda a sua capacidade de implementação explorada — ao menos não tanto quanto o MP3 —, de modo que há ainda poucas implementações de codec disponíveis.

## Produtos que suportam AAC

### Padrões HDTV

#### ISDB-T Japonês
Em Dezembro de 2003, Japão começou transmissão terrestre de DTV no padrão ISDB-T que implementa vídeo Mpeg2 e áudio Mpeg2 AAC.
Em Abril de 2006,  Japão  começou transmissão de sub-programa para dispositivos móveis no padrão ISDB-T, chamado 1Seg, que foi a primeira implementação de vídeo H.264AVC com audio HE-AAC em transmissão de serviço HDTV Terrestre no planeta.

#### International ISDB-TB
Em Dezembro de 2007, Brasil começou transmissão terrestre de DTV no padrão International ISDB-Tb que implementa codificação de vídeo H.264AVC com áudio AAC-LC (5.1) no programa principal (único ou multi) e  vídeo H.264AVC com áudio HE-AAC no sub-programa para móveis 1Seg.